# GBU-28
Die lasergelenkte Bombe GBU-28/B (Guided Bomb Unit 28; Beiname „Deep Throat“) ist eine schwere bunkerbrechende, freifallende Bombe mit 2268 kg Gewicht und zählt zur Baureihe Paveway-III. Ihr Grundmodell wurde 1991 während des Zweiten Golfkriegs (Operation „Desert Storm“) für die US Air Force entwickelt. Von ihrer Konzipierung bis zur Testreife vergingen weniger als 12 Wochen; bereits nach nur einem Testabwurf wurde sie der US Air Force für den Einsatz im Golfkrieg zugeführt und in der Nacht vom 27. auf den 28. Februar 1991 erfolgreich gegen einen massiven irakischen Kommandobunker eingesetzt.

## Entwicklungsgeschichte

### Beginn als Provisorium in einem Crash-Programm
Als nach dem Beginn der Luftoffensive gegen den Irak (17. Januar 1991) auf Seiten der US-Luftstreitkräfte festgestellt wurde, dass die verfügbaren bunkerbrechenden Bomben vom Typ BLU-109/B für eine Zerstörung der größten irakischen Bunkeranlagen nicht geeignet waren, wurde eine früher während Operation Desert Shield (1990) gefertigte Studie als Grundlage für ein Eilprogramm aufgegriffen, um eine geeignete Waffe für diesen Zweck zu entwickeln. Die bisher eingesetzten Bomben vom Typ BLU-109/B hatten sich zwar für die Angriffe auf Bunker als grundsätzlich geeignet erwiesen, für die größten und am schwersten befestigten irakischen Bunker musste jedoch eine Waffe mit erheblich gesteigerten Fähigkeiten entwickelt werden. Das Konzept hätte den von Barnes Wallis entwickelten Bomben vom Typ Tallboy entsprochen, die während des Zweiten Weltkriegs von der Royal Air Force (RAF) gegen deutsche U-Boot-Bunker erfolgreich eingesetzt worden waren. Um den erforderlichen Zeitansatz bis zur Einsatzreife kurz zu halten, war es offensichtlich, dass jegliche Entwicklung sich bereits auf dem Markt eingeführter Bauteile bedienen müsse.
Da eine Vergrößerung des Bombendurchmessers wegen der standardisierten Aufhängepunkte unter den Tragflächen der US-amerikanischen Bomber F-111 „Aardvark“ und F-15E „Strike Eagle“ nicht in Frage kam, und auch die neue Waffe mit der Standard-Lenkeinheit der Paveway-III-Reihe bestückt werden sollte, kam nur eine verlängerte und schwerere Version mit einem Durchmesser der BLU-109/B (rund 37 Zentimeter) in Frage.

### Ausgedientes Geschützrohr als Bombenhülle
Das Programm stand von Anfang an unter erheblichem Zeitdruck. Eine geeignete Bombenhülle zu entwickeln und zu bauen hätte Wochen oder gar Monate gedauert. Als Hüllenmaterial für die neue schwere Bunkerbrecher-Version wurden daher Rohre der von der US Army ausgemusterten 203-mm-Selbstfahr-Haubitze M110 ausgewählt, die schon seit einiger Zeit im „Letterkenny Arsenal“, einem Depot im US-Bundesstaat Pennsylvania, gelagert waren. In aller Eile wurden bis zum 1. Februar 1991 einige dieser Rohre im Watervliet Army Arsenal im US-Bundesstaat New York umgearbeitet. Die weitere Ausrüstung übernahm eine Kooperation der Rüstungskonzerne Lockheed Corporation und der „Texas Instruments Defense Systems and Electronic Group“ (mittlerweile im Konzern Raytheon aufgegangen), einem Konzernteil von Texas Instruments. Diese Bombenkörper erhielten die Bezeichnung BLU-113/B „Super Penetrator“. Auf der „Tonopah Test Range“ im US-Bundesstaat Nevada wurden mehrere dieser Bomben einer Reihe von Versuchen unterzogen, um ihre Einsatztauglichkeit zu beweisen. Bei einem Test mit einem raketengetriebenen Hochgeschwindigkeitsschlitten nahe der Holloman Air Force Base in New Mexico erreichte eine mit Beton gefüllte Testbombe eine Durchschlagsleistung von 6,7 Meter Stahlbeton, um anschließend ohne größeren Schaden an der Hülle nach weiteren rund 800 Metern zum Liegen zu kommen. Damit war die Neuentwicklung fast abgeschlossen. Die neue Bombe – noch ohne Lenkeinheit – wog mit rund 545 kg Tritonal als Sprengstofffüllung 2136 kg und erhielt aufgrund ihrer enormen Länge von 7,6 Metern in Anlehnung an den bekannten Film den Beinamen „Deep Throat“. Insgesamt wurden 33 dieser Bomben während des Crash-Programms hergestellt.
Inzwischen näherte sich der Beginn der Landoffensive der US-geführten Koalitionsstreitkräfte und die Bekämpfung der letzten, immer noch intakten schwer verbunkerten Kommandozentralen des Irak rückte in den Mittelpunkt der strategischen Planungen im Stab der alliierten Luftstreitkräfte. Nachdem Texas Instruments am Wochenende des 16. und 17. Februar 1991 in Rekordzeit die Windkanaltests durchgeführt und Lockheed die Entwicklung neuer Lenkcomputer-Software abgeschlossen hatte, wurde von der US Air Force der Bau von zwei weiteren Bomben gefordert, um durch Testabwürfe auf der Nellis Air Force Base in Nevada die Einsatzreife der Waffe zu bestätigen. Inzwischen hatte sich die US Air Force für die F-111F als Waffenträger entschieden.

### Abwurftest
Der einzige unter den knappen zeitlichen Bedingungen durchführbare Testabwurf der neuen Waffe fand am 24. Februar 1991 statt. Die voll integrierte Bombe – nun mit ihrer endgültigen Bezeichnung GBU-28/B (BLU-113/B mit Paveway III-Lenkeinheit) – wurde mit einer Betonfüllung von einer F-111F auf einen Zielbunker abgeworfen. Die Waffe traf den Bunker wie erwartet und durchschlug ihn. Mit Erstaunen wurde registriert, dass sich der Bombenkörper durch den Bunker hindurch knapp 31 Meter tief in den lehmartigen Wüstenboden gebohrt hatte. Eine eigentlich vorgesehene Bergung wurde aus Kostengründen nicht durchgeführt.
Nach diesem Test wurden am 27. Februar 1991 zwei Lenkbomben GBU-28/B (in ihre Bestandteile zerlegt: zwei Lenkcomputer WGU-36A/B, zwei Lenkeinheiten BSG-92/B und zwei BLU-113/B-Bombenkörper) mit einer Transportmaschine vom Typ Lockheed C-141 „Starlifter“ zum Saudi-arabischen Luftstützpunkt „Taif RSAFB“ geflogen, wo das 48. Jagdbombergeschwader der US Air Force (48th Tactical Fighter Wing) stationiert war. Unmittelbar nach dem Entladen begann der dreieinhalbstündige Zusammenbau der Bomben, das Einhängen unter die Tragflächen der beiden Jagdbomber dauerte weitere 90 Minuten. Nach insgesamt fünfstündigen Vorbereitungen waren die Waffen einsatzbereit. Die beiden F-111F trugen je eine GBU-28/B (mit ihrem Einsatzgewicht von 2268 kg) unter einer Tragfläche; als Gewichtsausgleich war je eine lasergelenkte Gleitbombe GBU-24A/B mit 909 kg Gewicht unter der zweiten Tragfläche installiert, was dennoch ein deutlich sichtbares seitliches Hängen der Flugzeuge nicht verhindern konnte.

## Einsatz gegen den irakischen Bunker Taji #2

### Zielauswahl
Als Ziel hatten die Planer im Stab der Koalitionsstreitkräfte einen Bunker auf einem Militärflugplatz etwa 27 Kilometer nordwestlich von Bagdad zugewiesen. Nach Hinweisen der Geheimdienste wurde dieser Bunker mit dem Decknamen „Taji #2“ von der irakischen Führung als Kommandozentrale genutzt. Bis zu diesem 27./28. Februar 1991 hatte er drei Angriffe durch „Stealth“-Bomber vom Typ Lockheed F-117A „Nighthawk“ mit lasergelenkten GBU-27/B-Gleitbomben ohne nennenswerte Beschädigungen überstanden.

### Angriff
Der Angriff auf den Bunker „Taji #2“ wurde weniger als 12 Stunden vor Inkrafttreten des Waffenstillstands (28. Februar um 8:00 Uhr irakischer Zeit) angeordnet. Der in der Nacht geflogene Einsatz der beiden F-111F war erfolgreich; mindestens ein Einschlag der beiden GBU-28/B-Bomben wurde beobachtet. Die Wirkung im Ziel war gewaltig: Es wird berichtet, dass die sechs Panzertore des Bunkers bei der Explosion aus ihren Verankerungen gerissen wurden und ein enormer Feuerball mit anschließender Trümmer- und Schuttwolke aus dem zerstörten Bunker emporstieg. Obwohl offizielle Berichte nicht bekannt wurden, gab es Aussagen, dass bei dem Angriff zahlreiche hochrangige Mitglieder der irakischen politischen und militärischen Führung ums Leben gekommen waren.

## Weiterentwicklung

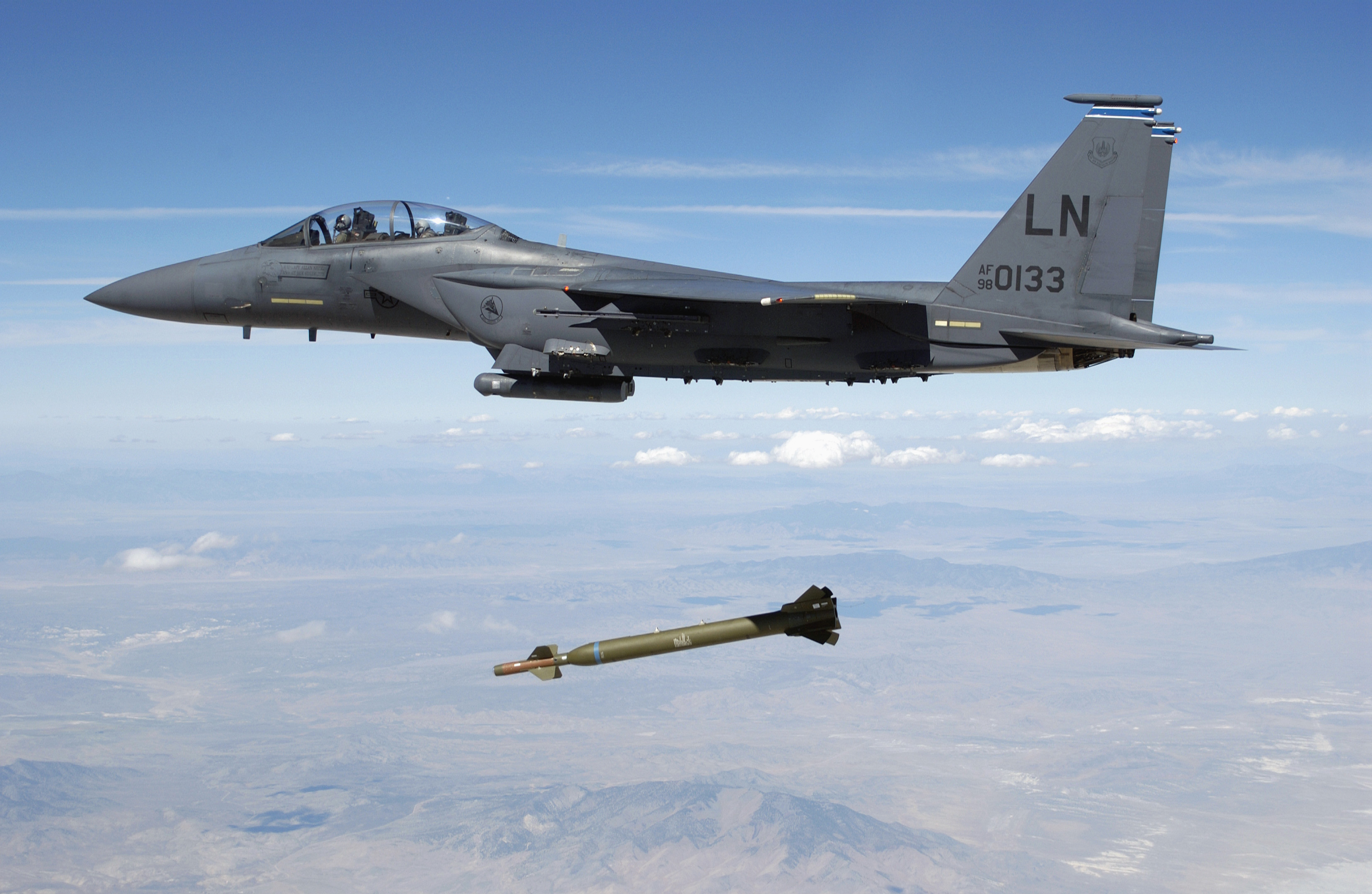
Abwurf einer GBU-28/B durch einen Jagdbomber F-15E der US Air Force

Nach dem Ende des Golfkriegs von 1991 wurde das erfolgreiche Crash-Programm, das seit seinem Anfang ohne offiziellen Beschaffungsauftrag und ohne schriftliche Verträge zwischen Regierungsstellen und Unternehmen abgewickelt worden war, unter regulären Bedingungen fortgesetzt. Erforderliche Design-Änderungen, Verbesserungen und Modifikationen (unter anderem eine neue Bombenhülle) wurden vorgenommen. Um eine reguläre Testreihe zu absolvieren, wurden weitere 28 Waffen produziert; zusätzliche Einheiten wurden auf Lager gelegt, um sich die Fähigkeiten der GBU-28/B für eventuelle weitere Einsätze zu sichern. Heute ist die GBU-28/B ein wichtiger Bestandteil des US-amerikanischen Bombenarsenals. Als „Bunkerbrecher“ im Arsenal der US Air Force bietet er den USA eine nichtnukleare Option zur Bekämpfung unterirdischer und gehärteter Bunker.
Der bisherige Lasersuchkopf der GBU-28/B wird in den neuesten Varianten durch ein von Raytheon entwickeltes GBU-28/B-System mit GPS-Unterstützung ersetzt. Der bisherige BLU-113-Penetrator wird durch den BLU-122/B Sprengkopf aus dem BLU-113 PPI Programm (Preplanned Product Improvement) abgelöst. Die Weiterentwicklung läuft unter der Bezeichnung EGBU-28C/B und ist für den Einsatz mit dem strategischen Stealth-Bomber Northrop B-2A „Spirit“ und dem Jagdbomber F-15E „Strike Eagle“ vorgesehen (Stand: Dezember 2008).

## Export nach Israel
Der erste ausländische Käufer der GBU-28/B war Israel, das im Jahr 2005 von den Vereinigten Staaten 100 Stück bestellte. Im Juli 2006 wurde die vertraglich vereinbarte Auslieferungsrate auf Drängen der israelischen Regierung erhöht, nachdem der israelische Geheimdienst festgestellt hatte, dass die libanesische Organisation Hisbollah ihre Raketenangriffe auf Israel aus unterirdischen Bunkern und Befestigungen heraus verüben soll. Im Jahre 2009 wurden dann 55 Einheiten geliefert.

## Nutzer
- Israel
- Südkorea
- Vereinigte Staaten